# Giacomo Recco
Giacomo Recco  (né à Naples en 1603 et mort en 1653 dans cette même ville) est un peintre italien baroque, qui fut actif au XVIIe siècle.

## Biographie
Peintre très renommé pour ses tableaux de nature morte et bouquets de fleurs, sensible au goût maniériste, Giacomo Recco est le père de Giuseppe Recco.
Il fut le maître du peintre de natures mortes Paolo Porpora.

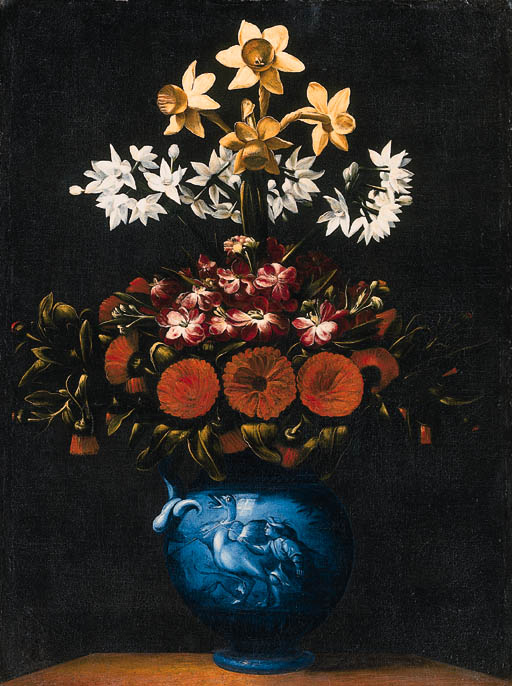
Fleurs dans un vase
en porcelaine bleue
Christie's 1997

## Œuvres
Il fit l'objet d'une étude en 1961 par Rafaello Causa qui lui attribue comme œuvres de jeunesse quelques Vases de fleurs signés Giovanni da Udine, de même que le Vase de fleurs du cardinal Poli, auquel Veca ajouta le Vase de fleurs de la famille Spada. Toutes ces œuvres ont en commun la forme et la typologie des vases, ainsi que la disposition des fleurs en rayons émergeant d'un fond sombre.
- Vase de tulipes, d'anémones et de couronnes impériales, 1626, huile sur toile, 68 × 51 cm, palais Pitti, dépôts. Appartenait probablement au prince Ferdinand II de Médicis[2].
- Assortiment de fleurs dans un vase
- Jonquilles, narcisses, Stocks et soucis dans un vase en porcelaine bleue décoré avec un chasseur capturant une autruche sur un bord de mur, vente Christie's New York 31 janvier 1997